# Marina Square
Marina Square är en park i staden Vancouver i British Columbia i Kanada.